# Francesco Matarazzo
Francesco Antonio Maria Matarazzo, Conte Matarazzo (Castellabate, 9 marzo 1854 – San Paolo, 10 dicembre 1937), è stato un imprenditore italiano naturalizzato brasiliano, fondatore di un grande gruppo industriale in Brasile, Indústrias Reunidas Francisco Matarazzo (IRFM),
che alla sua morte era nel periodo di massimo splendore e contava più di 350 aziende nei settori alimentare, tessile, bevande, trasporti terrestri e marittimi, porti, ferrovie, cantieri navali, metallurgia, agricoltura, energia, banche, immobili.

## Biografia
Francesco Matarazzo nacque a Castellabate in provincia di Salerno, primo dei nove figli del dottor Costabile Matarazzo (1830-1873), avvocato e piccolo proprietario terriero, e di Mariangela Jovane (1835-1925). 
Compì gli studi superiori a Salerno, nel 1873 la morte del padre lo costrinse a rientrare nella natìa Castellabate per curare gli affari di famiglia. Sposatosi con Filomena Sansivieri e nati i primi due figli, Matarazzo iniziò a prendere in considerazione l'idea di emigrare. A rafforzare le sue convinzioni vi erano anche i risultati poco felici del lavoro. Così, nel 1881, assieme ad un suo compaesano, emigrò in Brasile con un carico di generi alimentari e di strutto da rivendere a Sorocaba, una cittadina a breve distanza da San Paolo, dove si era insediata una comunità di immigrati italiani impiegati nelle fazendas di caffè e nei cantieri. Sbarcato a Santos perse tutte le sue merci, cadute in acqua durante le fasi di trasbordo dalla nave alla banchina. A fronte del danno, decise di seguire comunque il suo compaesano a Sorocaba, dove nel maggio 1882 aprì un piccolo negozio di alimentari. Raggiunto in quello stesso anno dal resto della sua famiglia, Matarazzo iniziò a muovere i suoi primi passi come piccolo imprenditore. Comprese infatti l'importanza commerciale dello strutto e della necessità di interporsi prima nella catena distributiva e poi in quella produttiva di tale prodotto. Lo strutto era di primaria importanza in Brasile per la conservazione degli alimenti. Fino a quel momento era però importato principalmente dagli Stati Uniti. Così, nel 1882, Matarazzo comprò un piccolo locale attiguo al suo negozio per iniziare a produrlo, seppur con mezzi rudimentali, in proprio.
Aperta una seconda fabbrica a Capão Bonito, espanse i suoi affari entrando nel commercio dei suini e cominciando a produrre barattoli di latta per l'inscatolamento dello strutto.
Nel 1889 si trasferì a San Paolo e, l'anno successivo, con tre dei suoi cinque fratelli, fondò la Matarazzo e Irmãos (Matarazzo e fratelli). Giuseppe gestì una fabbrica di lardo a Porto Alegre e Luigi un deposito-magazzino a San Paolo. L'anno successivo la società con i fratelli si sciolse e venne sostituita dalla Companhia Matarazzo SA con 43 azionisti di minoranza. Questa società controllava anche gli stabilimenti di Sorocaba e Porto Alegre. Negli anni successivi Matarazzo, seppur continuando a dedicarsi al commercio, diversificò la sua attività importando anche farina di frumento dagli Stati Uniti d'America e riso dalla Cina. Nell'ultimo decennio del XIX secolo, egli aveva iniziato ad accumulare una notevole fortuna che seppe abilmente reinvestire nel settore industriale. Lo scoppio della guerra ispano-americana aveva reso infatti difficile l'acquisto di farina di grano. Matarazzo, fedele al suo principio di interporsi sia prima che dopo nel ciclo produttivo, ottenne così un credito dalla London and Brazilian Bank e nel 1900 costruì un mulino nel Brás, uno dei quartieri operai di San Paolo. All'interno del mulino stesso fece poi aprire un'officina per le riparazioni dei macchinari e una per la produzione di sacchi di cotone per la farina. Queste due attività fungeranno da embrione per un ulteriore sviluppo delle imprese Matarazzo. La prima infatti si trasformerà nel 1902 in una fabbrica metallurgica, mentre la seconda nella fabbrica di tessuti Mariangela. 
Due mesi dopo l'apertura del mulino Matarazzo partecipò come azionista all'apertura della Banca Commerciale Italiana (BCI), entità finanziaria poi liquidata e fusa nel maggio 1910 con Paribas per dar vita alla nuova Banque Française et Italienne pour l'Amérique du Sud (Sudameris). Nel 1905 costituì la Banca Italiana del Brasile, della quale i Matarazzo detenevano il 73% delle azioni e di cui Matarazzo stesso divenne presidente.
Nel 1911 l'azienda venne rinominata Indústrias Reunidas Francisco Matarazzo (IRFM). Allo stesso tempo si separò da Sudameris dando il via ad una ristrutturazione aziendale in senso verticalistico che gli avrebbe consentito di avviare una nuova attività bancaria interamente di sua proprietà per ottenere dal Banco di Napoli la rappresentanza per il Brasile delle rimesse degli emigranti. Quest'importantissima operazione fu realizzata con successo tra il 1911 e il 1913.
Ormai industriale affermato, Matarazzo diede il via ad una serie di ulteriori diversificazioni dei propri affari aprendo nuove attività principalmente a San Paolo e dintorni. Nel 1911 aprì la segheria a São Caetano do Sul, due anni più tardi una fabbrica di tessuti nel quartiere paulistano di Belenzinho. Nello stesso anno creò la succursale S.A. Indústrias Matarazzo do Paraná, per immagazzinare il grano importato dall'Argentina. Negli anni seguenti aprì in successione un mulino per il sale, uno zuccherificio e dei grandi magazzini nel quartiere della Mooca, la raffineria di olio e saponi Sol Levante a São Caetano, e uno stabilimento per la produzione di amido di riso, di grano e fecola. Le IRFM si espansero anche in altre parti del Brasile grazie all'apertura di succursali a Santos, Rio de Janeiro e Curitiba. 
Con l'ingresso dell'Italia nella prima guerra mondiale Matarazzo, che si trovava nella madrepatria in vacanza, decise di restare e impegnarsi nel coordinamento degli approvvigionamenti alle truppe e alla popolazione civile. In riconoscimento del suo operato, con decreto reale del 25 giugno 1917 il re Vittorio Emanuele III gli conferì il titolo di conte.  Durante la permanenza di Francesco in Europa, le attività delle IRFM furono dirette dal terzogenito Ermelino. Nel 1917 fu attivato il mulino, con annesso scalo portuale, di Antonina, nello stato di Paraná.
Rientrato in Brasile 1919 Matarazzo riprese subito il comando delle IRFM e fondò una compagnia di navigazione per poter esportare le proprie merci verso l'Europa e le altre nazioni americane. Quest'ultima compagine fu l'unica a non essere inclusa nel gruppo Matarazzo. Allo stesso tempo continuò ad espandere le proprietà acquisendo una società metalgrafica che andò a rafforzare il settore metallurgico delle IRMF. All'inizio degli anni venti Matarazzo avviò una delle sue operazioni commerciali più ambiziose: l'acquisizione dell'ex-birrifico Antarctica ad Água Branca e la creazione di un complesso industriale di 100.000 m².
Accanto a quest'operazione, nella prima metà degli anni venti Matarazzo continuò nella diversificazione delle sue attività aprendo una distilleria, un impianto chimico nel Mato Grosso, la fabbrica di rayon Viscoseda-Viscofil, una di solfuro di carbonio e uno stabilimento di lavorazione delle carni a Jaguariaíva. Accanto a queste aperture è da segnalare anche l'ingresso di IRFM nell'industria cinematografica con l'acquisizione del monopolio della distribuzione in Brasile dei film statunitensi.
Nel 1924 suo nipote Francesco, assieme al genero di quest'ultimo, acquisì il ramo metallurgico dell'impresa. Sarà un primo passo che poterà il fratello di Matarazzo Andrea ed i suoi figli ad uscire progressivamente da IRFM e a dare vita al gruppo Matarazzo Sobrinho.
L'ascesa sociale di Matarazzo si compì nel 1926, quando la dittatura fascista estese a tutti i suoi figli - maschi e femmine - con decreto reale del 2 dicembre dello stesso anno. Pur non essendo mai stato tesserato al Partito Nazionale Fascista e non avendo sostenuto pubblicamente Benito Mussolini, Matarazzo ebbe per il dittatore italiano una personale ammirazione che lo portò ad essere uno dei massimi sostenitori finanziari del regime.
Nel 1928 fondò il Centro das Indústrias do Estado de São Paulo del quale fu anche primo presidente.
Negli anni trenta, mutata la situazione politica brasiliana dopo il colpo di stato che portò al potere Getúlio Vargas, Matarazzo concentrò i suoi sforzi economici esclusivamente nel settore industriale continuando a investire in nuovi settori, come la chimica e la raffinazione del petrolio, e acquisendo aziende che avevano risentito degli effetti della crisi del 1929.
Prima della seconda guerra mondiale la spia della Gestapo Hans Wesemann riferiva nei suoi rapporti che:
Matarazzo morì nel 1937 dopo un attacco di uremia. Al momento del decesso era l'uomo più ricco del Brasile, con una fortuna stimata di 20 miliardi di dollari USA.

## Figli e discendenti
Francesco Matarazzo e la moglie Filomena Sansivieri (1850-1940) ebbero 13 figli:
- Giuseppe Matarazzo (1877-1972), sposato con Anna de Notaristefani dei Duchi di Vastogirardi (1888-1959).
- Andrea Matarazzo (1881-1958), sposato con Amália Cintra Ferreira (1885-1958)
- Ermelino Matarazzo (1883-1920)
- Teresa Matarazzo (1885-1960), sposata con Gaetano Comenale.
- Mariangela Matarazzo (1887-1958), sposata con Mario Comide.
- Attilio Matarazzo (Sorocaba, 1889-1985), sposato con Adele dall'Aste Brandolini.
- Carmela Matarazzo (1891-1991), sposata con Antonio Campostano.
- Lydia Matarazzo (1892-1946), sposata con Giulio Pignatari (?-1937).
- Olga Matarazzo (1894-1994), sposata con il príncipe Giovanni Alliata Di Montereale (1877-1938).
- Ida Matarazzo (1895-1983), deputata nella II Legislatura della Repubblica (1953-1958).
- Claudia Matarazzo (1899-1935), sposata con Don Francesco Ruspoli, 8º principe di Cerveteri (1899-1989).
- Francisco Matarazzo Júnior (1900-1977), sposato con Mariangela Matarazzo (1905-1996).
- Luís Eduardo Matarazzo (1902-1958), sposato con Bianca Troise.

Il regista Jayme Monjardim e il cantante Supla sono suoi discendenti.